# Pronto Airways
Pronto Airways LP là hãng hàng không của Canada, trụ sở ở Saskatoon, Saskatchewan. Hãng có các tuyến đường chở khách thường xuyên cũng như các chuyến thuê bao và vận chuyển hàng hóa trong khu vực Saskatchewan. Căn cứ chính của hãng ở Sân bay Prince Albert. Pronto Airways là thành phần của Tập đoàn West Wind Aviation.

## Lịch sử
Pronto Airways được thành lập và bắt đầu hoạt động từ ngày 1.2.2006 với các chuyến bay từ Prince Albert tới Points North, Wollaston và LaRonge. Ngày 15.3.2006, hãng mở thêm các tuyến bay tới Saskatoon và Stony Rapids.

## Các nơi đến
- Nunavut[1]
  - Baker Lake
  - Rankin Inlet
- Saskatchewan
  - La Ronge
  - Points North
  - Prince Albert
  - Saskatoon
  - Stony Rapids
  - Uranium City
  - Wollaston Lake

## Đội máy bay
- Beechcraft 1900 Airliner
- Beechcraft King Air 100